# عين مرعي
عين مرعي هي قرية لبنانية من قرى قضاء عاليه في محافظة جبل لبنان.